# ساتوشي هايروز
ساتوشي هايروز (باليابانية: 廣瀬敏 ) (و. 1976  م) هو راكب دراجة هوائية ياباني، ولد في إيشيكاوا.
.

## روابط خارجية
- ساتوشي هايروز على موقع الاتحاد الدولي للدراجات (الإنجليزية)
- ساتوشي هايروز على موقع أرشيف الدراجات (الإنجليزية)
- ساتوشي هايروز على موقع إحصائيات الدراجات الإحترافية (الإنجليزية)